# Deželni glavar
Deželni glavar,  deželna glavarka je v sodobnem času funkcija  predsednika vlade avstrijskih zveznih dežel in najvišji predstavnik dežele. Danes se ta izraz uporablja zlasti za predsednike pokrajinskih vlad v Avstriji, Južni Tirolski in v Trentinu. Ta funkcija ustreza funkciji nemškega predsednika vlade.
V Avstrijskem cesarstvu (vendar ne na Madžarskem) je bil deželni glavar med leti 1861 do 1918 naslov predsednika deželnega zbora Kronske dežele, razen v Spodnji Avstriji, Češki in v Galiciji, kjer so uporabljali naslov Deželni maršal. Deželni glavar je tudi predsedoval Deželnemu odboru. To je bil izvršni organ Deželnega zbora in velja za predhodnika današnjih deželnih vlad. "Deželnega glavarja" je osebno izbral in imenoval cesar izmed članov deželnega zbora.

## Izvor funkcije
V zgodnji moderni dobi je bil deželni glavar predstavnik cesarja ali suverenega vojvode. Pristojnosti deželnih glavarjev so se razlikovale od dežele do dežele. Na splošno so se ukvarjali z nalogami v finančni upravi. Zato so bili zavezani ne samo svojemu deželnemu gospodu ampak tudi Deželnemu zboru. Kasneje so bili deželni glavarji deželni upravnik ali guvernerji imenovani tudi kot cesarski uradniki. Politični urad deželnega glavarstva je obstajal v celotnem Svetem rimskem cesarstvu, na primer na Češkem in na Moravskem, v Šleziji, v Grofiji Kłodsko in v Prusiji itd.
Izraz se je zgodovinsko razvil iz naziva vojaškega poveljnika, “glavarja” “poglavarja”, ki se je v nemščini ohranil oziroma uporabljal tudi za vojaški čin “kapitana”, kot so se za enakovreden vojaški čin uveljavila poimenovanja v angleškem, francoskem, švedskem, poljskem, srbskem in celo ruskem jeziku.